# Moitessieriidae
Moitessieriidae là một họ ốc biển trong liên họ Truncatelloidea.
Có 55 loài ốc nước ngọt trong họ Moitessieriidae sống ở miền Cổ bắc.

## Các chi
Các chi trong họ Moitessieriidae:
- Moitessieria Bourguignat, 1863 - chi điển hình
- Paladilhia Bourguignat, 1865